# 毛光烈
毛光烈（1955年2月—），男，浙江江山人，中华人民共和国政治人物。中央党校法学专业在职研究生学历，法学博士学位，高级经济师。曾任浙江省人民政府副省长、浙江省人大常委会副主任。

## 生平
1978年8月参加工作。1980年9月加入中国共产党。历任永康县委副书记，义乌市委副书记、市长，金华市委常委、副市长、市委副书记、市长，浙江省地矿厅厅长、党组书记，浙江省科技厅厅长、党组书记，浙江省发展和改革委员会主任、党组书记等职务。
2005年1月，任宁波市委副书记、市长，晋升副部级。2008年起担任全国人大代表。2010年8月，原中共浙江省委常委、宁波市委书记巴音朝鲁转任吉林省委副书记，根据浙江省委安排，毛光烈以中共宁波市委副书记身份暂时主持中共宁波市委工作。2011年1月，任浙江省人民政府副省长。2015年1月，辞去浙江省副省长职务，并当选为浙江省人大常委会副主任。2018年1月30日，63岁的毛光烈卸任浙江人大常委会副主任职务。